# 中尾卓一
中尾 卓一（なかお たくいち、1928年1月6日 - 2022年）は、元アマチュア野球選手である。

## 来歴・人物
愛知県名古屋市出身。関西六大学野球リーグに所属する立命館大学でプレーした経験がある。
1977年から1994年までに母校の立命館大学の監督を務めた。
春季リーグで5回、秋季リーグで2回それぞれリーグ優勝を遂げ、1992年の全日本大学野球選手権では準優勝を遂げた。教え子らには一般入学から入部を促したという古田敦也や長谷川滋利らがいた。
1992年の日米大学野球選手権大会の全日本メンバーのコーチも務めた。